# Gare de Sartrouville
Ne doit pas être confondu avec Gare de Sartrouville-Val Notre-Dame (gare en projet).
La gare de Sartrouville est une gare ferroviaire française de la ligne de Paris-Saint-Lazare au Havre, située sur le territoire de la commune de Sartrouville, dans le département des Yvelines, en région Île-de-France.
Elle est mise en service en 1892 par la Compagnie des chemins de fer de l'Ouest. C'est une gare de la Société nationale des chemins de fer français (SNCF), desservie par des trains de la ligne A du RER et de la ligne L du Transilien.

## Situation ferroviaire
Établie à 35 mètres d'altitude, la gare de Sartrouville est située au point kilométrique (PK) 15,521 de la ligne de Paris-Saint-Lazare au Havre, entre les gares de Houilles - Carrières-sur-Seine et de Maisons-Laffitte. Gare de bifurcation, elle est également située au double PK 15,521/33,547 de la ligne de la grande ceinture de Paris, entre la gare ouverte de Maisons-Laffitte et la gare fermée de Houilles - Sartrouville, et au PK 16,520 de la ligne de Nanterre-Université à Sartrouville dont elle est le terminus théorique, avant la gare de Houilles - Carrières-sur-Seine.

## Histoire
Située sur la ligne de Grande Ceinture, la gare de Houilles - Sartrouville ouvre aux voyageurs le 2 janvier 1882, lors de l'inauguration du service d'Achères à Noisy-le-Sec. Elle ferme le 15 mai 1939, quand cesse le trafic sur la section nord comprise entre Versailles-Chantiers et Juvisy via Argenteuil.
Sartrouville, dont le nouveau maire est Louis Foulon, directeur des Chemins de fer de l'Ouest, obtient une halte ferroviaire en 1892 implantée sur la section commune aux lignes de Grande Ceinture et de Paris au Havre. Ce modeste arrêt alors desservi quotidiennement par 21 trains est doté d'un bâtiment à la structure en bois. Victime d'un incendie en 1910, il est détruit en 1914 peu après la mise en service d'un nouveau bâtiment en briques dont le rez-de-chaussée côté rue se trouve en bas du remblai du chemin de fer. Trois arcades matérialisent l'entrée du bâtiment, au pignon coiffé d'une horloge, et un large abri de quai est visible sur le quai opposé.
En 1976, les étages supérieurs du bâtiments sont détruits et les quatre quais sont remodelés pour accueillir le RER. Un bâtiment plus grand est édifié en 1994, il intégrerait les vestiges de la gare de 1914.

## Fréquentation
De 2015 à 2023, les chiffres sont les suivants :
| Année         | 2015       | 2016       | 2017       | 2018       | 2019       | 2020      | 2021      | 2022       | 2023       |
| ------------- | ---------- | ---------- | ---------- | ---------- | ---------- | --------- | --------- | ---------- | ---------- |
| Fréquentation | 11 523 782 | 11 687 774 | 11 795 222 | 11 680 197 | 11 625 842 | 5 493 207 | 8 073 117 | 10 048 491 | 10 355 462 |

## Service des voyageurs

### Desserte

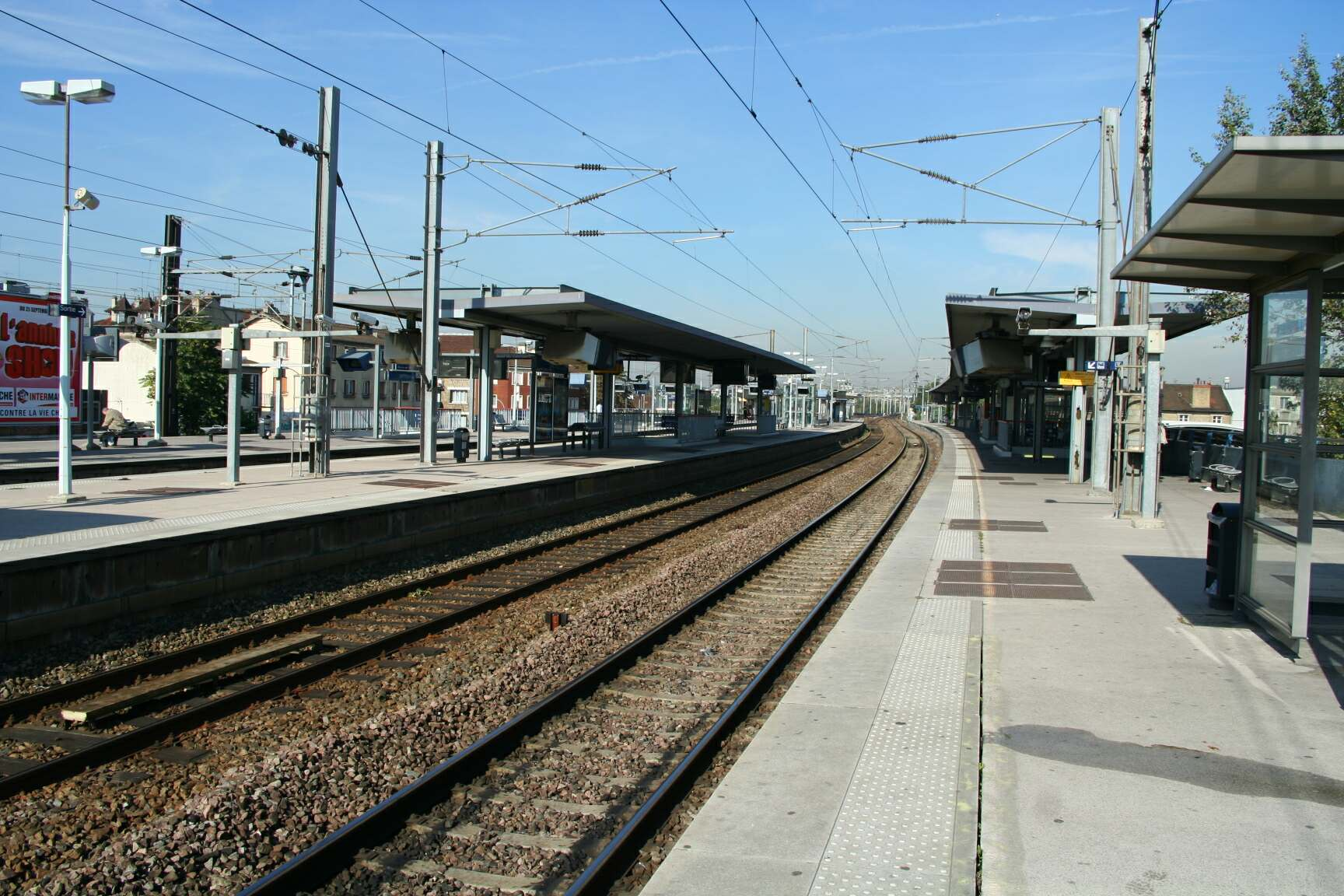
Quais et voies en regardant vers Maisons-Laffitte.

La gare est desservie par les trains de la ligne A du RER parcourant les branches A3 (Cergy) et A5 (Poissy) et par ceux de la ligne L du Transilien. Les trains du RER A sont en provenance ou à destination de Cergy-le-Haut ou Poissy d'un côté, et en provenance ou à destination de Boissy-Saint-Léger, Torcy ou Marne-la-Vallée - Chessy de l'autre. Les trains de la ligne L circulent entre Paris-Saint-Lazare et Maisons-Laffitte ou Cergy-le-Haut.
La desserte de la gare par la ligne A du RER se compose ainsi, :
- durant les heures creuses :
  - 6 trains par heure (soit 1 train toutes les 10 minutes) vers Cergy-le-Haut et Boissy-Saint-Léger, du lundi au vendredi,
  - 3 trains par heure (soit 1 train toutes les 20 minutes) vers Poissy et Torcy, du lundi au vendredi,
  - 4 trains par heure (soit 1 train toutes les 15 minutes) vers Poissy ou Cergy-le-Haut et Boissy-Saint-Léger, du lundi au vendredi, en soirée,
- durant les heures de pointe :
  - 10 trains par heure (soit 1 train toutes les 6 minutes) vers Boissy-Saint-Léger, du lundi au vendredi,
  - 10 trains par heure (soit 1 train toutes les 6 minutes) vers Poissy ou Cergy-le-Haut, du lundi au vendredi,
- le week-end :
  - 6 trains par heure (soit 1 train toutes les 10 minutes) vers Cergy-le-Haut ou Poissy et Marne-la-Vallée - Chessy, en journée,
  - 4 trains par heure (soit 1 train toutes les 15 minutes) vers Cergy-le-Haut ou Poissy et Torcy ou Marne-la-Vallée - Chessy, en soirée.

La desserte de la gare par la ligne L du Transilien se compose ainsi,,, :
- durant les heures creuses :
  - 1 train par heure vers Cergy-le-Haut et Paris Saint-Lazare, du lundi au vendredi (missions UOPY et POPE respectivement),
  - 4 trains par heure (soit 1 train toutes les 15 minutes) vers Paris Saint-Lazare et Maisons-Laffitte, du lundi au vendredi, en extrême matinée,
  - 2 trains par heure (soit 1 train toutes les 30 minutes) vers Paris Saint-Lazare et Maisons-Laffitte, du lundi au vendredi, en soirée,
- durant les heures de pointe :
  - 5 trains par heure (soit 1 train toutes les 12 minutes) vers Paris Saint-Lazare, du lundi au vendredi,
  - 5 trains par heure (soit 1 train toutes les 12 minutes) vers Cergy-le-Haut, du lundi au vendredi,
- le week-end  :
  - 3 trains par heure (soit 1 train toutes les 20 minutes) vers Paris Saint-Lazare et Maisons-Laffitte, en journée,
  - 2 trains par heure (soit 1 train toutes les 30 minutes) vers Paris Saint-Lazare et Maisons-Laffitte, en matinée et en soirée.

### Intermodalité
La gare est desservie par les lignes 1, 5, 9, B, G, J, S1 et S7 du réseau de bus Argenteuil - Boucles de Seine, par la ligne 272 du réseau de bus RATP, par la ligne 30-05 du réseau de bus Val Parisis et, la nuit, par la ligne N24 du réseau Noctilien.

## Projets
La gare de Sartrouville devrait être en 2033 le terminus occidental de la ligne de tramway T11.